# Rutunzo (periodiskt vattendrag)
Rutunzo är ett periodiskt vattendrag i Burundi.   Det ligger i provinsen Muramvya, i den centrala delen av landet, 30 kilometer nordost om huvudstaden Bujumbura.
Omgivningarna runt Rutunzo är en mosaik av jordbruksmark och naturlig växtlighet. Runt Rutunzo är det tätbefolkat, med 308 invånare per kvadratkilometer.